# Wólka Lipowa
Wólka Lipowa – wieś w Polsce położona w województwie świętokrzyskim, w powiecie opatowskim, w gminie Tarłów.
Do 1954 roku siedziba gminy Julianów. W latach 1975–1998 miejscowość administracyjnie należała do województwa tarnobrzeskiego.
Przez miejscowość przebiega droga krajowa nr 79 z Warszawy do Sandomierza.
Wierni kościoła rzymskokatolickiego należą do parafii Świętej Trójcy w Tarłowie.